# Зетцингер, Оливер
О́ливер Зе́тцингер (нем. Oliver Setzinger; род. 11 июля 1983, Хорн) — австрийский хоккеист, левый нападающий клуба «Грац Найнти Найнерс».

## Карьера

### Клубная
Воспитанник школы хоккейного клуба «Штадлау». Начал свою карьеру в Финляндии, выступая за команду «Ильвес», в 2001 году дебютировал в Австрийской хоккейной лиге в команде «Линц». В 2001 году в третьем раунде драфта НХЛ он был задрафтован клубом «Нэшвилл Предаторз» под 76-м номером, однако через год перешёл в «Пеликанс», ещё через сезон был приглашён в клуб «ХПК Хямеенлинна». В 2005 году вернулся в Австрию, выступая в составе «Виенна Кэпиталз». В мае 2007 года он всё же подписал контракт с «Хищниками», но ещё до начала сезона был исключён из заявки клуба и вынужден был отправиться в «Милуоки Эдмиралс». В январе 2008 года он уехал в Швейцарию в команду «Лангнау Тайгерс», но в октябре ввиду трудного положения в клубе он поручил своему агенту отыскать новый клуб и в конце месяца перешёл в «Давос». Через год он стал игроком «Лозанны».

### В сборной
В сборной он провёл 11 лет, выступая на 10 чемпионатах мира (с 2001 по 2005 и с 2007 по 2011) и хоккейном турнире Олимпиады-2002. После чемпионата мира 2011 года он критически высказался в адрес Австрийской федерации хоккея на льду, за что был пожизненно отстранён от игр за сборную. Однако в ноябре 2012 года представитель Австрийской федерации хоккея на льду после переговоров с Зетцингером добился возвращения игрока в сборную: тот вернулся на лёд в ноябрьской игре против Франции и даже принял участие в Олимпийских играх 2014 года в Сочи.

## Статистика выступлений в клубах
| Сезон   | Клуб             | Чемпионат                     | Игры | Голы | Передачи | Очки по системе «гол+пас» | Штрафные минуты |
| ------- | ---------------- | ----------------------------- | ---- | ---- | -------- | ------------------------- | --------------- |
| 1999/00 | Ильвес           | Финская СМ-Лига               | 1    | 0    | 0        | 0                         | 2               |
| 2000/01 | Ильвес           | Финская СМ-Лига               | 14   | 0    | 1        | 1                         | 10              |
| 2001/02 | Ильвес           | Финская СМ-Лига               | 10   | 1    | 0        | 1                         | 4               |
| 2001/02 | Линц             | Австрийская хоккейная лига    | 9    | 6    | 7        | 13                        | 10              |
| 2002/03 | Виенна Кэпиталз  | Австрийская хоккейная лига    | 2    | 1    | 0        | 1                         | 2               |
| 2002/03 | Пеликанс         | Финская СМ-Лига               | 20   | 2    | 4        | 6                         | 22              |
| 2003/04 | ХПК Хямеенлинна  | Финская СМ-Лига               | 34   | 8    | 7        | 15                        | 32              |
| 2004/05 | ХПК Хямеенлинна  | Финская СМ-Лига               | 53   | 11   | 17       | 28                        | 67              |
| 2005/06 | Виенна Кэпиталз  | Австрийская хоккейная лига    | 50   | 36   | 40       | 76                        | 106             |
| 2006/07 | Виенна Кэпиталз  | Австрийская хоккейная лига    | 56   | 26   | 76       | 62                        |                 |
| 2007/08 | Милуоки Эдмиралс | АХЛ                           | 21   | 1    | 2        | 3                         | 12              |
| 2007/08 | Лангнау Тайгерс  | Швейцарская национальная лига | 5    | 1    | 2        | 3                         | 4               |
| 2008/09 | Лангнау Тайгерс  | Швейцарская национальная лига | 46   | 10   | 36       | 46                        | 77              |
| 2009/10 | Лангнау Тайгерс  | Швейцарская национальная лига | 19   | 5    | 13       | 18                        | 8               |
| 2009/10 | Давос            | Швейцарская национальная лига |      |      |          |                           |                 |